# Avon (boot)
De Avon is een zogenaamde RIB, onder andere in gebruik bij de Koninklijke Nederlandse Redding Maatschappij (KNRM), en de reddingsbrigade. De Avon-klasse is de snelste klasse, de (top)snelheid bedraagt 40 knopen.

## Geschiedenis
Avon Inflatables Limited is gevestigd in Dafen dicht bij de stad van Llanelli in Zuid-Wales, het Verenigd Koninkrijk (ongeveer 200 mijlen ten westen van Londen). Het bedrijf was begonnen in Bradford op Avon, Wiltshire in 1959 en werd verplaatst naar zijn huidige plaats in de vroege jaren 60.

## Specificaties
| Lengte             | 5,4 meter  |
| Breedte            | 2,05 meter |
| Diepgang           | 0,4 meter  |
| Vermogen           | 90 pk      |
| Snelheid           | 40 knopen  |
| Gereddencapaciteit | 8          |
| Bemanning          | 2          |

## Boten in de serie
Geen enkele boot is meer in dienst van de KNRM.
| Naam            | Thuishaven            | Jaar indienststelling | Verleden                        | Status       |
| --------------- | --------------------- | --------------------- | ------------------------------- | ------------ |
| Richel          | Uitdienst             | 1985                  | Enkhuizen                       | Uit Dienst   |
| Stut (I) / Hop  | / reserve, uit dienst | 1988                  | Hindeloopen - Harlingen         | Uitdienst    |
| Nagel           | Uit Dienst            | 1985                  | Urk                             | Gedemonteerd |
| Wouter Vaartjes | Uit Dienst            | 1985                  | Lemmer                          | Naar Ghana   |
| Stut (II)       | uit dienst            | 1988                  | Hindeloopen                     | Uit Dienst   |
| Abt             | Uit Dienst            | 1989                  | Harlingen - Reserve - Hansweert | Naar Ghana   |